# Findlay Curtis
Findlay Curtis (* 1. Oktober 2006) ist ein schottischer Fußballspieler, der bei den Glasgow Rangers in der Scottish Premiership unter Vertrag steht.

## Karriere
Findlay Curtis begann im Alter von 6 Jahren für die Glasgow Rangers zu spielen. Im Juli 2022 unterzeichnete Curtis seinen ersten Profivertrag und wurde in die U18-Mannschaft der Rangers befördert. Curtis begann seine Karriere als Stürmer, etablierte sich aber später in einer zentralen Mittelfeldrolle. Sein Vertrag wurde im Januar 2023 bis Juni 2024 verlängert. Mit den Jugendmannschaften der Rangers gewann er 2024 den Scottish Youth Cup und Glasgow Cup. Im Finale des Scottish Youth Cup  erzielte Curtis einen Elfmeter zum Ausgleich, als die Rangers nach einem Rückstand gegen den FC Aberdeen im Hampden Park mit 2:1 gewannen. Nach den Pokalsiegen unterzeichnete Curtis eine weitere Verlängerung bis 2025.
Am 19. Januar 2025 gab Curtis sein Debüt in der ersten Mannschaft der Rangers im schottischen Pokal, als er bei einem 5:0-Sieg über den FC Fraserburgh eingewechselt wurde. Er bereitete das letzte Tor vor, womit er den Hattrick von Cyriel Dessers vollendete. Vier Tage später gab er in der Ligaphase der UEFA Europa League sein Europapokaldebüt, als er bei einer 1:2-Niederlage gegen Manchester United im Old Trafford für Václav Černy eingewechselt wurde.